# Fisiopatologia della riproduzione
La fisiopatologia della riproduzione umana è una scienza che studia i processi biologici che sottendono la salute riproduttiva della coppia e, più in particolare, dei loro organi riproduttivi, e delle patologie ad essi correlati.
Essa coglie i disturbi di tali processi, quando generati da malfunzioni o da tratti di degenerazione d'organo o apparato. Tratta questi disturbi con strumenti medici o chirurgici che mirano al recupero della funzione, o alla rigenerazione del tratto degenerato.
La fisiopatologia riproduttiva si occupa di ogni malattia, disturbo e problema clinico ginecologico ed ostetrico, ma con un profilo di intervento mirato esattamente e prevalentemente alla causa del disturbo e non solo al suo effetto. 

Essa si occupa di temi di Chirurgia Speciale Pelvica, prediligendo interventi chirurgici conservativi ed in soli casi di assoluta necessità demolitori, privilegiando approcci endoscopici.
Essa si occupa dei problemi della endometriosi, del dolore mestruale e pelvico, dei sanguinamenti uterini abnormi, della abortività spontanea e ricorrente, della sterilità di coppia, della procreazione medicalmente assistita, dei disturbi del ciclo mestruale in epoca adolescenziale, riproduttiva e perimenopausale. Si occupa inoltre di temi di contraccezione e di genetica preconcezionale, preimpianto-embrionale, e preconcezionale in genere.